# بورسو
شهر بورسو در ایالت برندنبورگ در کشور آلمان واقع شده است.